# Росков
Росков (нем. Roskow) — община в Германии, в земле Бранденбург.
Входит в состав района Потсдам-Миттельмарк. Подчиняется управлению Бецзее.  Население составляет 1233 человека (на 31 декабря 2010 года). Занимает площадь 38,78 км².
Коммуна подразделяется на 3 сельских округа.
| Год  | Население |
| ---- | --------- |
| 2005 | 1304      |
| 2010 | 1253      |